# Koffieroom
Koffieroom of schenkroom is gehomogeniseerde, gesteriliseerde room bestemd voor gebruik in de drank koffie. De hoeveelheid melkvet (20-35%) is minder dan bij volle room of slagroom. Dankzij het homogeniseren is minder koffieroom nodig om het gewenste effect te bereiken: de kleinere vetbolletjes laten zich beter in de koffie mengen.

## Trivia
Anders dan koffiemelk is koffieroom niet ingedikt, dus niet geëvaporeerd. De typische smaak van koffiemelk blijft daarom bij koffieroom achterwege.